# Геоцентрична орбіта

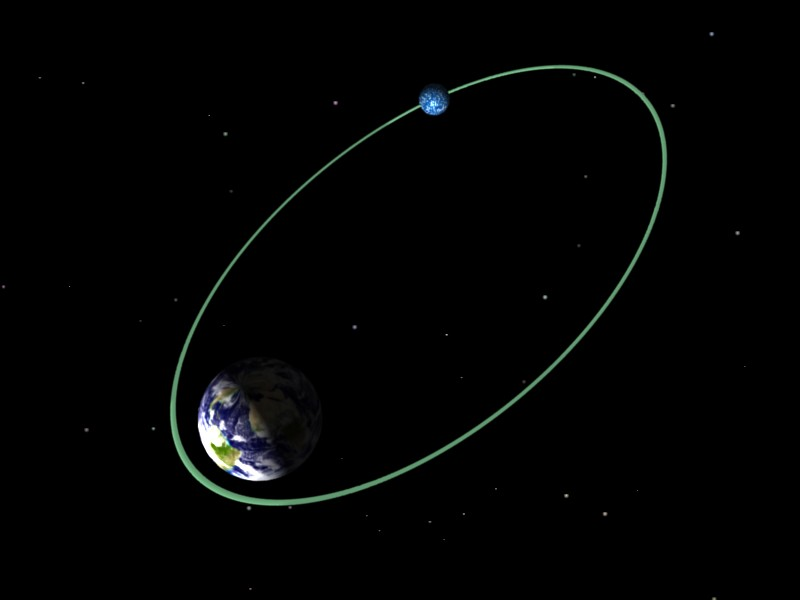
Геоцентрична орбіта

Геоцентри́чна орбіта — траєкторія руху небесного тіла по еліптичній траєкторії навколо Землі.
Один з двох фокусів еліпса, по якому рухається небесне тіло, збігається із Землею. Для того, щоб космічний корабель опинився на цій орбіті, йому необхідно надати швидкість, яка менша за другу космічну швидкість, але не менша ніж перша космічна швидкість.